# Ceratina nasiinsignita
Ceratina nasiinsignita är en biart som beskrevs av Embrik Strand 1912. Ceratina nasiinsignita ingår i släktet märgbin, och familjen långtungebin. Inga underarter finns listade i Catalogue of Life.